# King Digital
King Digital Entertainment PLC або King.com (англ. king — король) — шведський розробник відеоігор. В 2015 або 2016 році Activision Blizzard отримав контроль над компанією.

## Історія
King була заснована в серпні 2003 р.
В 2012 році компанія випустила відеогру Candy Crush Saga — найзначиміший проєкт.
В 2015 або 2016 році компанія стала частиною холдингу «Activision Blizzard».